# Hraniční ulička
Hraniční ulička je polsko-československý válečný film z roku 1948 režiséra Aleksandera Forda, jehož scénář napsali společně Ludwik Starski a Jan Fethke. Kolektivními protagonisty filmu jsou obyvatelé činžovního domu v Hraniční uličce ve Varšavě, kteří během druhé světové války bojují s německým terorem proti Židům. Film vrcholí vypuknutím povstání ve varšavském ghettu.
Scénář k filmu Hraniční ulička se vyvíjel od poloviny roku 1946. Film se natáčel na několika místech včetně Lodže (Kościuszko Park) a Varšavy (Wybrzeże Kościuszkowskie, Poniatowského most). Práci na filmu však brzdila vlna antisemitských excesů, včetně pogromu v Kielcích. Komunistický tisk, aby se vyhnul bojkotu filmu, umlčel skutečné téma, o kterém se Ford zabýval. Atmosféra v Polsku se však pro režiséra ukázala jako natolik nesnesitelná, že se rozhodl film přesunout do Barrandova v Československu. Hraniční ulička se stala polsko-československou produkcí; kameru režíroval Jaroslav Tuzar, střih měla na starosti Jiřina Lukešová a umělecké zpracování díla dohlížel Štěpán Kopecký. Hudbu k filmu složil Roman Palester.
Hraniční ulička získala zlatou medaili na 9. mezinárodním filmovém festivalu v Benátkách a proslavila se jako jeden z prvních polských filmů o holokaustu v Polsku. Celkový počet diváků, kteří Fordův film viděli, se odhaduje na 8 milionů

## Popis zápletky
Děj Hraniční uličky začíná v létě 1939. V činžovním domě na Hraniční uličce ve Varšavě žije se svými rodiči několik nezletilých dětí: Jadzia, dcera Dr. Białka; Władek, syn bankovního úředníka Wojtana; Bronek, syn taxikáře Cieplikowského; Fredek, syn restauratéra Kuśmiraka; a Žid Dawidek, synovec elektrotechnika Natana a vnuk krejčího Libermana. Na začátku druhé světové války Wojtan a Natan odcházejí na frontu. Když Němci obsazují Varšavu, Kuśmirak se rozhodne spolupracovat s agresory, podepisuje Volksliste a hostí Němce ve svém domě. Když se Natan Liberman vrací ze zajetí, informuje obyvatele činžovního domu o záměru nacistů zřídit ghetto. Dr. Białek se snaží vyčistit svůj byt od veškerých memorabilií, které by mohly prokázat židovský původ rodiny. Fredek však uchvátí fotografii dědečka Dr. Białka, kterou Kuśmirakovi používají k vydírání. V bytě Libermanových najdou gestapáci Wojtanovu polskou důstojnickou uniformu, ale starý krejčí i přes mučení svého souseda nezradí.
Rodina Libermanových je přemístěna do varšavského ghetta a přidává se k ní Dr. Białek, který se nehodlá skrývat před svými sousedy. Mezitím Kuśmirakovi obsazují Białekův byt. Dawidkovi, který se často tajně proplíží do árijské strany Varšavy, pomáhá obchodník Bronek. Wojtan, který se rozhodl bojovat v ilegalitě, sdělí Władkovi, že za své přežití vděčí starému Libermanovi. Jadzia, která žije na venkově se svou tetou, netuší o osudu svého otce a vrací se do svého bývalého bytu. Tam jí Fredek sdělí, co se stalo s Dr. Białkem, a hodlá ji udat Němcům jako Židovku. Kvůli nedorozumění je však Fredek zastřelen nacisty.
Na jaře roku 1943 vypuklo povstání ve varšavském ghettu. Natan a krejčí Liberman byli během povstání zabiti. Jadzia a Dawidek s pomocí přátel unikli z ghetta kanály, ale Dawidek se rozhodl pokračovat v boji proti nacistům. Jako dárek na rozloučenou mu Władek dal revolver – památku na jeho otce, kterého Němci zabili během razie.